# Ле Кампион, Валантен
Валантен Ле Кампион, также: Валентин Николаевич (Иванович) Битт (фр. Valentin Le Campion; 26 сентября 1903, Москва — декабрь 1952, Плесси-Робинсон близ Парижа) — французский рисовальщик и гравёр по дереву, книжный график и иллюстратор.

## Биография
Валентин Николаевич Битт родился в Москве в семье выдающихся музыкантов. Его мать, Ольга Фёдоровна Гедике, была певицей, солисткой Частной оперы С. И. Зимина. Дядей ему доводился Александр Фёдорович Гедике, знаменитый органист, профессор Московской консерватории. Отчим — Александр Карлович Метнер, известный композитор и дирижёр легендарного Камерного театра со дня его основания вплоть до закрытия. Младший брат отчима, Николай Карлович Метнер — композитор и пианист. Старший брат, Эмилий Карлович Метнер, был известным литературным и музыкальным критиком, философом, руководителем издательства московских символистов «Мусагет», редактором журнала «Труды и дни», сотрудником журнала «Золотое руно». Но об отце Валентина Николаевича Битта ничего не известно.
С раннего детства будущий художник увлекался лепкой из пластилина. В 1918—1920-х годах жил с матерью и отчимом в Харькове. Затем, по возвращении в Москву, учился живописи в Художественном училище Ф. И. Рерберга, в 1922 году поступил на графический факультет московского ВХУТЕМАСа.
По воспоминаниям коллег, с самого начала у него возник конфликт со студентами. Появившись однажды на занятиях в чёрном френче, белой накрахмаленной рубашке, с белым и чёрным бантами на груди, он отметил негодующие взгляды соучеников. То, что казалось естественным для сына солистки столичной оперы, оказалось порочным, недопустимым и вызывающе «буржуазным» для «актива вхутемасовцев», который формировал атмосферу взаимоотношений в Художественных мастерских. «Нарушивший границы дозволенного был осуждён, и его исключили из ВХУТЕМАСа».
В 1923 году Валентин Николаевич Битт познакомился с гравюрами на дереве А. И. Кравченко и они произвели на него большое впечатление. В следующем году Валентин поступил в студию, организованную Кравченко в его мастерской в Чистом переулке в Москве. Несмотря на то, что он ушёл из ВХУТЕМАСа, где преподавал и в 1923—1925 годах был ректором выдающийся мастер ксилографии (гравюры по дереву) В. А. Фаворский, Валентин Битт использовал приёмы школы Фаворского и считал его в этом отношении своим учителем.
В 1925 году в качестве художника-декоратора Камерного театра ездил в Германию и Австрию. В 1927 году он отправился для продолжения обучения в Париж и остался там навсегда. Его бабушка по материнской линии Жюстин Ле Кампион была француженкой, и он принял её фамилию. В Париже художник поступил в Школу изящных искусств (École des Beaux-Arts).
Он женился и имел троих детей. Умер молодым в 1952 году после непродолжительной болезни.

## Творчество
В Париже Ле Кампион некоторое время посещал мастерскую живописца Жана-Поля Лорана, а затем занимался гравюрой по дереву под руководством Стефана Паннемакера и приобщился к французской традиции книжной иллюстрации. «Он сумел отшлифовать здесь свою технику гравирования, что очень важно для гравёра-профессионала, и, главное, приобщился к французской ксилографической традиции. Последнее обстоятельство определит в дальнейшем характер гравюры Ле Кампиона, соединившего в своём искусстве типичные черты московской гравюрной школы и чисто французское классическое понимание пластики и полноты формы в ксилографии».
С 1930 года на протяжении двух десятилетий Ле Кампион выполнил почти полторы тысячи гравюр, среди которых главное место занимают книжные иллюстрации и экслибрисы. Гравировать экслибрисы он начал ещё в 1920 году в России, некоторые работы этого периода сохранились в Санкт-Петербурге.
Во Франции он иллюстрировал популярные издания, такие как «Книга завтрашнего дня в Файярде» (Le livre de demain chez Fayard) и «Современная иллюстрированная книга в Ференци» (Le livre moderne illustré chez Ferenczi). В то же время он обратился к изысканным изданиям, таким как «Театр Расина» (Théâtre de Racine). Шедевром считается книга 1946 года «Боги жаждут» (Les dieux ont soif) Анатоля Франса с его 137 гравюрами на дереве, опубликованная в Éditions littéraires de France.
Ле Кампион создавал сложные композиции, воспроизводя исторические костюмы и аксессуары. Известны его иллюстрации к более чем сорока книгам-памятникам истории французской литературы для парижских издательств: «Приапические стихи XVI века» М. Кулона (1933), «Pointes de feu» Дона Аминадо (1939), «Сильвия» Ж. де Нерваля (1943), «Тёмная душа» Даниеля-Ропса (1945), «Мемуары господина д ’Артаньяна» (1947), «Искусство любви» Овидия (1950), «Манон Леско» Аббата Прево (1950), а также «Капитанская дочка» и «Повести Белкина» А. С. Пушкина (1953). Ле Кампион рисовал поздравительные открытки, создал небольшое число станковых гравюр: портреты, серии «Впечатления русской революции», «Старинные корабли» (1936), «Пороки и добродетели» (1939). Свои работы он экспонировал в Осеннем салоне в отделе книжной иллюстрации. В 1934—1935 годах состоялись его персональные выставки в Голландии, Бельгии и Англии, в мае 1952 года — в Париже.
В 1953—1954 годах были организованы мемориальные выставки гравюр Ле Кампиона в Кабинете эстампов Национальной библиотеки и в Осеннем салоне в Париже, в Музее книги в Брюсселе и Льеже. В 1962 году на IX Международном конгрессе экслибриса состоялся конкурс, приуроченный к 10-летию со дня смерти художника. В 1970—1972 годах вдова художника Жанна Ле Кампион подарила российским музеям более 500 его работ.
В апреле 1975 года в Государственном Эрмитаже в Санкт-Петербурге состоялась большая ретроспективная выставка гравюр Валантена Ле Кампиона. В 2005 году в галерее «Г.О.С.Т.» в Москве проходила выставка «Ле Кампион и московская школа гравюры».